# 瑙恩多夫 (萨克森州)
瑙恩多夫（德語：Naundorf）是德国萨克森州的市镇，隶属于北萨克森县。总面积为36.89平方千米，截至2023年12月31日总人口为2,173人。